# Дехаи-Амирбек
Дехаи-Амирбек (Дия-Амирбек, Амирбек, тадж. Деҳаи Амирбек) — село в Раштском районе Таджикистана. Входит в состав сельской общины (джамоата дехота) Калаи-Сурх. Расстояние от села до центра района (пгт Гарм) — 15 км, до центра джамоата (село Калаи-Сурх) — 5 км. Население — 559 человек (2017 г.), таджики. Население в основном занято сельским хозяйством.